# Castromayor (Puertomarín)
Castromayor (llamada oficialmente Santa María de Castromaior) es una parroquia y una aldea española del municipio de Puertomarín, en la provincia de Lugo, Galicia.

## Organización territorial
La parroquia está formada por una entidad de población:
- Castromaior

## Demografía
Gráfica demográfica de la aldea y parroquia de Castromaior según el INE español:
| Gráfica de evolución demográfica de Castromaior entre 2000 y 2020 |
|                                                                   |
| Datos según el nomenclátor publicado por el INE.                  |